# Go'da Weyn
Go'da Weyn (ook: Go'o, Goo, Go'oo of Go'da-Weyn) is een groot dorp in het noorden van het District Oodweyne, regio Togdheer, in de niet-erkende staat Somaliland (en dus formeel nog steeds gelegen in Somalië). Go'da Weyn ligt aan de voet van een typische, ronde heuvel (de Dhudhub ka Dhexeeye, 1607 m), ca. 45 km ten noordnoordwesten van de districtshoofdstad Oodweyne.
Er zijn zeker drie moskeeën in Go'da Weyn.
Aan de zuidrand van het dorp ligt een tiental berkads.